# Świątniki (powiat włocławski)
Świątniki – wieś w Polsce położona w województwie kujawsko-pomorskim, w powiecie włocławskim, w gminie Lubraniec, na Pojezierzu Kujawskim.
Wieś duchowna, własność kapituły włocławskiej, położona była w II połowie XVI wieku w powiecie brzeskokujawskim województwa brzeskokujawskiego. W latach 1975–1998 miejscowość należała administracyjnie do województwa włocławskiego. Według Narodowego Spisu Powszechnego (III 2011 r.) liczyła 185 mieszkańców. Jest szesnastą co do wielkości miejscowością gminy Lubraniec.

## Współczesność
W miejscowości znajduje się kościół filialny pod wezwaniem Najświętszego Serca Pana Jezusa, stanowiący kaplicę pomocniczą parafii św. Wojciecha w Kłobi.
Miejscowość przedzielona jest na pół przez wody rzeki Chodeczki, stanowiącej dopływ Zgłowiączki. Świątniki stanowią siedzibę sołectwa Świątniki obejmującego także wieś Florianowo. W miejscowości znajduje się także przystanek autobusowy. Do 1999 roku we wsi funkcjonowała szkoła podstawowa, umiejscowiona w adaptowanym do tych celów na początku lat pięćdziesiątych dwudziestego wieku, dworku rodziny Znanieckich, którego ostatnim właścicielem był Edwin Arndt.

## Historia
Pierwsze wzmianki o wsi pochodzą z 1351 i 1404 r. W 1404r. Mikołaj, kustosz katedry włocławskiej sprzedał sołectwo w Świątnikach Mateuszowi haeredi de Wieszczyce. Dostał on dwa łany wolne i morgę dla ogrodnika. Mateusz sądził wszystkie sprawy i pobierał trzeci denar z kar sądowych i karczmy. Miał on prawo łowić ryby w rzece Chodeczce i Jeziorze Krukowskim, a także stawić jazy. Kmiecie zaś mieli płacić kustoszowi po 24 gr. czynszu na św. Marcin, uprawiać i obsiewać folwark kustosza jego ziarnem, jak również kosić zboże i łąki oraz zwozić. Na Wielkanoc mieli dawać po 15 jaj, a na Wniebowzięcie Najświętszej Maryi Panny dwa koguty. Sołtys był sądzony przez kustosza. W 1557r. według regularnego poboru powiatu brzeskiego wieś Świątniki w parafii Choceń miała 6 łanów, w tym 2 sołtysie i 2 zagrodowe. W 1827r. wieś Świątniki miała 10 dymów i 104 mieszkańców. W 1874r. folwark Świątniki miał 768 mórg (543 morgi gruntów ornych i ogrodniczych, 203 morgi łąk i 22 morgi nieużytków). Folwark miał 11 budynków murowanych i 2 drewniane. Stosowano płodozmian 7 i 17-polowy. Administratorem majątku Świątniki był Leon Znaniecki ojciec filozofa i socjologa Floriana Witolda Znanieckiego. Cytując za Słownikiem geograficznym Królestwa Polskiego i innych krajów słowiańskich: "Ś., wś. i folw. nad jeziorem i rzeką Kłobią, pow. włocławski, gm. Pyszkowo, par. Kłobia, odl. 15 wiorst od Włocławka; ma 165mk.; kopalnia torfu".

## Znane osoby
Urodził się tu Florian Znaniecki – filozof i socjolog (1882–1958).